# Hungarian International 2024
Die Hungarian International 2024 fanden vom 30. Oktober bis zum 2. November 2024 in Budapest statt. Es war die 48. Auflage dieser internationalen Meisterschaften von Ungarn im Badminton. Nach der Lesart des ungarischen Badmintonverbandes war es unter Einbeziehung der ausgefallenen Veranstaltung 2020 die 49. Auflage.

## Sieger und Platzierte
| Disziplin    | Gold                              | Silber                           | Bronze                             |
| ------------ | --------------------------------- | -------------------------------- | ---------------------------------- |
| Herreneinzel | Jakob Houe                        | Ditlev Jæger Holm                | Elias Bracke                       |
| Herreneinzel | Jakob Houe                        | Ditlev Jæger Holm                | Karan Rajan Rajarajan              |
| Dameneinzel  | Wang Yu-si                        | Laura Fløj Thomsen               | Petra Maixnerová                   |
| Dameneinzel  | Wang Yu-si                        | Laura Fløj Thomsen               | Gergana Pavlova                    |
| Herrendoppel | Jonathan Bing Tsan Lai Nyl Yakura | Oliver Butler Samuel Jones       | Chua Yue Chern Koon Fung Kelvin Ho |
| Herrendoppel | Jonathan Bing Tsan Lai Nyl Yakura | Oliver Butler Samuel Jones       | Calvin Lundsgaard Jeppe Søby       |
| Damendoppel  | Abbygael Harris Lizzie Tolman     | Malena Norrman Xu Wei            | Sian Kelly Annie Lado              |
| Damendoppel  | Abbygael Harris Lizzie Tolman     | Malena Norrman Xu Wei            | Marie Cesari Lilou Schaffner       |
| Mixed        | Mihajlo Tomić Anđela Vitman       | Calvin Lundsgaard Malena Norrman | Oliver Butler Sian Kelly           |
| Mixed        | Mihajlo Tomić Anđela Vitman       | Calvin Lundsgaard Malena Norrman | Jeppe Søby Kathrine Vang           |